# 12065 Яворскі
12065 Яворскі (12065 Jaworski) — астероїд головного поясу, відкритий 20 березня 1998 року.
Тіссеранів параметр щодо Юпітера — 3,505.